# Vruchtenhagel
Vruchtenhagel is een typisch Nederlands soort broodbeleg in de vorm van hagelslag, en is gemaakt van suiker en smaak- en kleurstoffen (E-104, E-110 en E-124). Vruchtenhagel heeft een zoete smaak. Bij het maken van de meeste vruchtenhagel wordt niet direct vruchten gebruikt, maar meestal appel- of druivensap. Vruchtenhagel bestaat gemengd of in aparte kleuren. Alhoewel het traditioneel alleen op brood of beschuit wordt gegeten, wordt het ook wel door de yoghurt of vla gedaan. Ook wordt vruchtenhagel wel gebruikt om een toefje slagroom op te sieren.